# 明戈 (密西西比州)
明戈（英語：Mingo）是位於美國密西西比州蒂肖明戈縣的非建制地區。

## 歷史
明戈的郵局於1892年設立，其後於1927年停運。

## 地理
明戈所處的海拔為高於海平面142米（即466英呎），而該地所採用的時區為UTC-6，即北美中部時區（CST）。同時該地設有夏令時間，為UTC-6調快一小時，即UTC-5（CDT）。